# Шурупов, Игорь Владимирович
Игорь Владимирович Шурупов (р. 26 февраля 1966 Москва, РСФСР, СССР) — российский шеф-повар, ресторатор, гастрономический экспериментатор, один из основателей Новой русской кухни, кулинар, путешественник . Шеф-повар и совладелец московского ресторана Accenti. Один из немногих современных российских шеф-поваров, известных за рубежом.

## Биография
Игорь Шурупов окончил Московский Технологический Институт, но по специальности не работал, профессии инженера предпочел ресторанный бизнес. 
Начал свою карьеру в 1989 году с должности официанта в гостинице «Интурист». 
В 1991-м году работал поваром в Отеле «Pirovano» (Италия). 
В 1992-2002 гг. работал менеджером в московских ресторанах французской кухни «Le Chalet», Actor и Ulei. 
В 2002-м году в должности шеф-повара и совладельца открыл в Москве ресторан итальянской кухни Accenti. 
В 2010 году Accenti получил приз «Лучший ресторан года» на Московском гастрономическом фестивале.
Начиная с 2008 года в числе ведущих шеф-поваров мира принимает участие в главных мировых гастрономических конгрессах Madrid Fusión, San Sebastián Gastronomika и др. 
В 2010-м году из рук посла Республики Италия в России Витторио Сурдо получил дипломом за достойный вклад в развитие итальянской гастрономической культуры в Москве.
В 2011 и 2012 годах команда ресторана Accenti во главе с Игорем Шуруповым выступала с гастролями в ресторанах Монте-Карло.
В июне 2013 года Игорь Шурупов представил концепцию первой в мире русской пиццы. Главное отличие от итальянского аналога – тесто, которое шеф-повар готовит по секретному авторскому рецепту на основе муки из полбы. Наполнение также в духе привычных отечественных вкусовых сочетаний: пицца с говяжьим языком, солеными огурцами и хреном; с раковыми шейками, укропом и вешенками; со слабосоленым лососем, свежим огурцом и красной икрой; с белыми грибами и маринованным луком; «Четыре Капусты», «Сельдь под шубой» и т.п. Убежден, что такая пицца имеет полное право со временем стать неотъемлемой частью традиционной русской кухни, как и другие заимствованные блюда, например, пельмени или борщ. Цитата: «…я вовсе не склонен к эпатажу, мне по душе классика. Но неправильно закрывать глаза на очевидные вещи. Столичные гурманы давно привыкли к термину «московская кухня» – это набор самых популярных блюд здесь и сейчас. Точно так же, как время превратило борщ и пельмени в блюда русской кухни, многие популярные сейчас иностранные рецепты имеют шанс стать нашей гордостью в будущем. Итальянская пицца тоже существовала не всегда: судя по тому, что в рецепте присутствуют томаты, произошло это явно после открытия Америки, т.е. относительно недавно по сравнению с историей многих других итальянских блюд. А традиции выпекать открытые лепешки с начинкой есть у многих народов. К тому же любая развитая кухня имеет классику и авангард, к сожалению, русская пока больше ассоциируется с прошедшим временем. И я убежден, что наш долг кардинально изменить эту ситуацию».